# Regina George
Regina George (* 17. Februar 1991 in Chicago) ist eine nigerianische Sprinterin US-amerikanischer Herkunft, die sich auf den 400-Meter-Lauf spezialisiert hat.
2012 gewann sie Silber über 400 Meter bei den Afrikameisterschaften in Porto-Novo. Bei den Olympischen Spielen in London erreichte sie im Einzelbewerb das Halbfinale und wurde mit dem nigerianischen Team im Finale der 4-mal-400-Meter-Staffel disqualifiziert.
Bei den Weltmeisterschaften 2013 in Moskau schaffte sie es über 400 Meter erneut in die vorletzte Runde und wurde mit der nigerianischen Stafette Sechste.
2014 verzichtete sie bei den Hallenweltmeisterschaften in Sopot über 400 Meter auf einen Start im Halbfinale. Bei den Commonwealth Games in Glasgow schied sie im Einzelbewerb im Halbfinale aus und gewann im Staffelbewerb Silber, und bei den Afrikameisterschaften in Marrakesch siegte sie mit der nigerianischen 4-mal-400-Meter-Stafette.
2015 siegte sie mit dem nigerianischen Team bei den IAAF World Relays in Nassau in der 4-mal-200-Meter-Staffel mit dem Afrikarekord von 1:30,52 min. Bei den Weltmeisterschaften in Moskau scheiterte sie über 400 Meter im Vorlauf und kam mit der nigerianischen Stafette auf den fünften Platz.

## Persönliche Bestzeiten
- 200 m: 23,22 s, 6. Juli 2015, Sotteville-lès-Rouen
  - Halle: 23,00 s, 23. Februar 2013, Fayetteville
- 400 m: 50,84 s, 11. August 2013, Moskau
  - Halle: 51,05 s, 9. März 2013, 9. März 2013, Fayetteville